# Faya Dayi
Faya Dayi ist ein teilweise dokumentarischer Film von Jessica Beshir, der Ende Januar 2021 beim Sundance Film Festival seine Premiere feierte. Aufgenommen über mehrere Jahre hinweg zeigt sie in ihrem Schwarzweißfilm, welchen Einfluss Khat auf Äthiopien hat und wie der Anbau der Pflanze das Land einerseits ernährt, deren Konsum die Gesellschaft aber andererseits betäubt. Besonders die ältere Generation ist zum großen Teil Khat-abhängig, während die Jungen davon träumen, das Land zu verlassen.

## Inhalt
„Schau, wie weit Gott uns gebracht hat. [...] Wir sind genau dort, wo Gott uns haben möchte.“

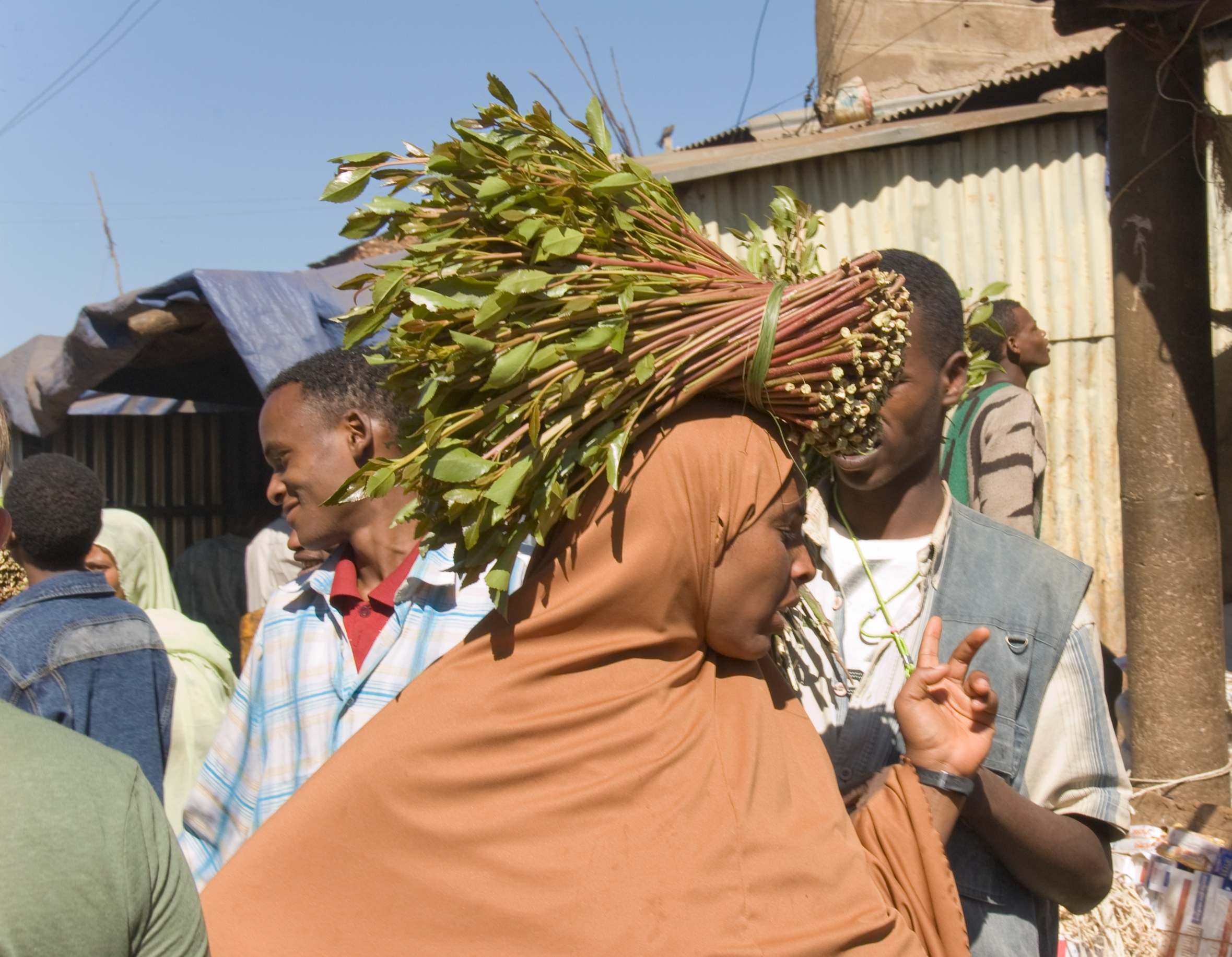
Ein Markt in Harar, auf dem mit Khat gehandelt wird

Der Film beginnt mit den Worten: „Schau, wie weit Gott uns gebracht hat. Wir können nur dorthin gehen, wohin Gott uns führt. Wir sind genau dort, wo Gott uns haben möchte.“ Hiernach unternimmt Jessica Beshir mit dem Zuschauer eine ätherische Reise durch Äthiopien.
Eine in der Harari-Region im Osten Äthiopiens verbreitete Legende eines Mannes namens Azuekherlaini wird erzählt, der von Gott beauftragt wurde, das Maoul Hayat, das Wasser des ewigen Lebens, zu finden. Diese Geschichte wird per Voice-Over über den gesamten Film hinweg abschnittsweise weiter erzählt. Dazwischen begleitet Beshir den 14-jährigen Mohammed, der als Laufbursche in Harar arbeitet und mit seinem Vater zusammenlebt, der, wie so viele in der Stadt, täglich Khat kaut und wegen der durch seine Sucht verursachten Stimmungsschwankungen oft nicht nett mit seinem Sohn umspringt. Mohammed wünscht sich ein besseres Leben, aber hierfür müsste er seine Heimat hinter sich lassen und eine Reise über das Rote Meer nach Saudi-Arabien unternehmen, wo  seine Mutter seit ihrem Fortgehen leben soll. Andere Menschen in der Stadt, die diesen Schritt bereits einmal unternommen hatten oder dies zumindest planten, raten ihm davon ab, Äthiopien zu verlassen.
Neben der Geschichte aus den Augen von Mohammed zeigt der Film noch ein junges Paar und einen Jungen, der die Arbeit seines Vaters auf den Khat-Feldern übernehmen muss, um seine Familie zu ernähren.

## Hintergrund
Die Blätter des Kathstrauchs sind für Äthiopien als eines der Hauptexportgüter von großer Bedeutung. Die Pflanze wird in Ostafrika und im Jemen als Rauschmittel genutzt und erfreut sich wachsender Beliebtheit.
Khat wird seit Jahrhunderten vereinzelt von Sufi-Bruderschaften zum Zwecke religiöser Meditation gekaut, um in einen transzendentalen Zustand zu gelangen. Eine äthiopische Legende besagt, dass Khat von Sufi-Imamen auf der Suche nach der Ewigkeit gefunden wurde. Überwiegend wird Khat von Menschen außerhalb der Sufi-Gemeinschaft konsumiert, um „Merkhana“ zu erreichen, den Bewusstseinszustand, den die psychoaktive Droge auslöst. Für viele Menschen stellt dieser Rauschzustand eine Möglichkeit dar, der Realität zu entkommen, zu hoffen und zu träumen. Auch viele Äthiopier konsumieren täglich die Blätter.
Khat wächst in Äthiopien schnell und wird in vielen Teilen des Landes angepflanzt, vorwiegend rund um die von der Regisseurin besuchte Stadt Harar. Jeden Morgen werden die Blätter vom nahe gelegenen Flughafen in Dire Dawa mit Ethiopian Airlines nach Dschibuti geflogen.

## Produktion

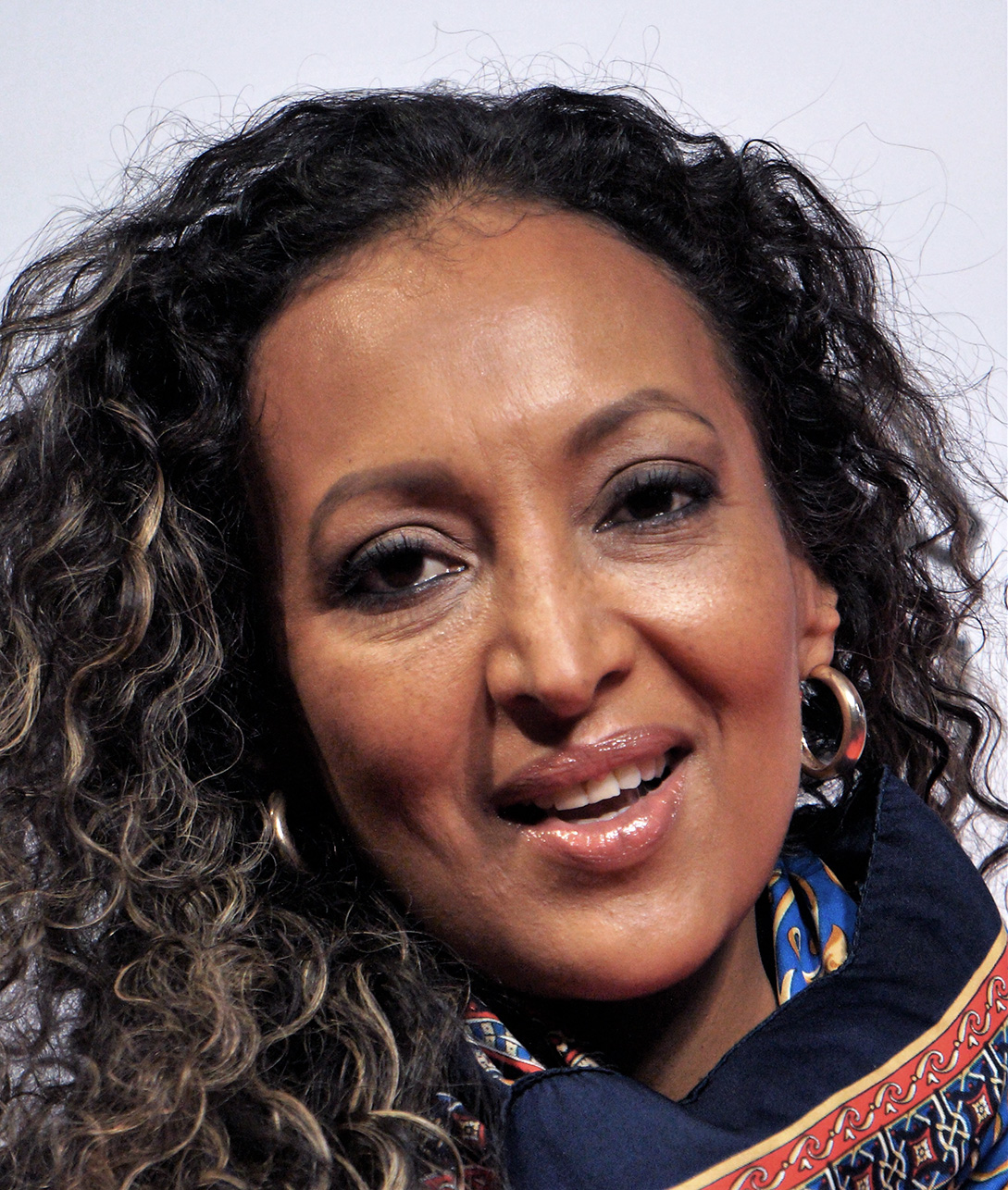
Jessica Beshir bei der Vorstellung des Films im Oktober 2021 beim Film Fest Gent

Faya Dayi ist das Langfilmdebüt der mexikanisch-äthiopischen Regisseurin Jessica Beshir. Ihr Vater ist Äthiopier, ihre Mutter Mexikanerin. Sie wuchs in Harar auf, floh aber als Jugendliche wegen der politischen Gewalt aus Äthiopien nach Mexiko. Nunmehr arbeitet sie in den USA. Ihr Regiedebüt gab Beshir mit dem Kurzfilm Hairat, der im Januar 2017 beim Sundance Film Festival seine Premiere feierte und vom Criterion Channel veröffentlicht wurde. In diesem ebenfalls in Schwarzweiß gedrehten Film begibt sich Beshir zurück nach Harar und besucht Yussuf Mume Saleh, den sie seit ihrer Kindheit kennt und der als der „Hyänenmann von Harar“ bekannt ist.
Eine erste Vorstellung erfolgte am 30. Januar 2021 beim hybrid veranstalteten Sundance Film Festival. Im April 2021 wurde er beim Seattle International Film Festival und beim Dokumentarfilmfestival Visions du Réel gezeigt. Ende April, Anfang Mai 2021 wurde er im Rahmen der Reihe New Directors / New Films vorgestellt, einem gemeinsamen Filmfestival des New Yorker Museum of Modern Art und der Film Society of Lincoln Center. Anfang August 2021 wurde er beim BlackStar Film Festival gezeigt. Im Oktober 2021 wurde er beim Film Fest Gent und im Dokumentarfilmwettbewerb des London Film Festival vorgestellt, Ende des Monats bei der Viennale. Anfang Dezember 2021 wird Faya Dayi bei Around the World in 14 Films in Berlin gezeigt.

## Rezeption

### Kritiken
Der Film konnte bislang 95 Prozent aller Kritiker bei Rotten Tomatoes überzeugen und erhielt auf Metacritic einen Metascore von 84 von 100 möglichen Punkten.

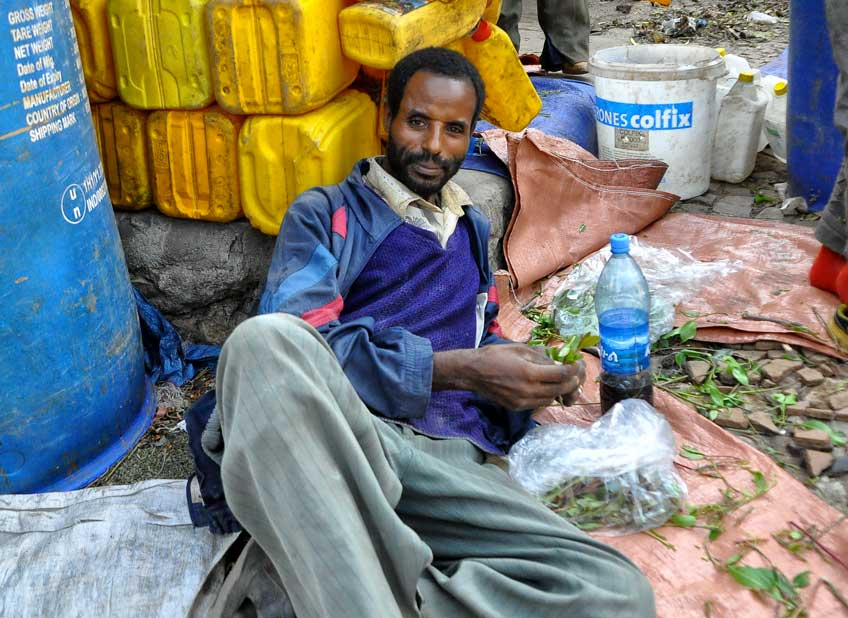
In einigen Regionen Äthiopiens wird mit Khat gehandelt, viele Menschen dort konsumieren die Pflanze regelmäßig

Tambay Obenson von IndieWire schreibt, wenn die Figuren ohne Namen vorgestellt werden und in einigen Fällen auch ohne Gesicht oder Gespräche und Gesänge nicht mit Untertiteln versehen sind, impliziere dies in gewisser Weise deren Irrelevanz. Faya Dayi bestehe in erster Linie aus großartigen Aufnahmen von wunderschönen Landschaften, Nahaufnahmen von ausdrucksstarken Gesichtern und traditionell gekleideten Frauen, die von Kopf bis Fuß in Tschadore gehüllt sind, was diese praktisch unkenntlich mache. Dass sie hierdurch fast wie „Erscheinungen“ wirken, könnte von Beshir beabsichtigt sein, um die Unsichtbarkeit von Frauen in Harar zu kommentieren. Eine Art eindringliche Traurigkeit ziehe sich durch den Film, was den Wahrnehmungen und Halluzinationen der Khat-Kauern entspreche, die in gewisser Weise zombifiziert würden, so Obenson. So werde der Film selbst zu einer visuellen und klanglichen Reise ins Merkhana. Das wiederkehrende Lied Kenna Uumaa, gesungen von Mehandis Geleto, habe etwas beruhigendes. So lade Faya Dayi Geist und Seele des Zuschauers ein, ein Geheimnis zu entdecken, das unter der Oberfläche verborgen scheint. Diese Welt sei zugleich  vertraut und fremd, und der Zuschauer müsse darauf achten, sich nicht vollends in dieser zu verlieren.
Jordan Raup von The Film Stage erinnert der Film manchmal an Mysterious Object at Noon, dem Schwarzweiß-Filmdebüt von Apichatpong Weerasethakul, oder die kontrastreiche Arbeit von Pedro Costa, die einem ähnlichen Ansatz folgt, um dokumentarische und narrative Elemente zu einer transportiven ethnografischen Erfahrung zu mischen.

### Auszeichnungen
Der Film befindet sich in einer Shortlist der International Documentary Association für die IDA-Awards. Faya Dayi befindet sich in einer Shortlist in der Kategorie Bester Dokumentarfilm bei der Oscarverleihung 2022. Im Folgenden weitere Auszeichnungen und Nominierungen.
American Society of Cinematographers Awards 2022
- Auszeichnung mit dem Documentary Award (Jessica Beshir)[26]

Around the World in 14 Films 2021
- Lobende Erwähnung im Wettbewerb[27]

Black Reel Awards 2021
- Nominierung als Bester fremdsprachiger Film (Jessica Beshir)

Camerimage 2021
- Nominierung als Bester Dokumentarfilm[28]

Critics Choice Documentary Awards 2021
- Nominierung als Bester Debütfilm (Jessica Beshir)
- Nominierung für die Beste Kamera (Jessica Beshir)[29]

Festival international du film de La Roche-sur-Yon 2021
- Nominierung im internationalen Wettbewerb (Jessica Beshir)[30]

Film Fest Gent 2021
- Nominierung im Hauptwettbewerb[20]

Gotham Awards 2021
- Nominierung als Bester Dokumentarfilm[31]

Independent Spirit Awards 2022
- Auszeichnung mit dem Truer Than Fiction Award (Jessica Beshir)[32]

London Film Festival 2021
- Nominierung im Dokumentarfilmwettbewerb[33]

Seattle International Film Festival 2021
- Nominierung für den Documentary Competition Award (Jessica Beshir)

Sundance Film Festival 2021
- Nominierung für den World Cinema Documentary Grand Jury Prize (Jessica Beshir)

Visions du Réel 2021
- Auszeichnung im internationalen Wettbewerb (Jessica Beshir)
- Auszeichnung mit dem FIPRESCI-Preis (Jessica Beshir)[34]

Zinebi International Documentary and Short Film Festival of Bilbao 2021
- Lobende Erwähnung im Hauptwettbewerb[35]